# Мулла-Камыш
Мулла-Камыш (баш. Мулла-Ҡамыш) — деревня в Туймазинском районе Башкортостана, входит в состав Верхнебишиндинского сельсовета.

## Население
| 2002 | 2009 | 2010 |
| ---- | ---- | ---- |
| 40   | ↘34  | ↗40  |

Национальный состав
Согласно переписи 2002 года, преобладающая национальность — башкиры (72 %).

## Географическое положение
Расстояние до:
- районного центра (Туймазы): 20 км,
- центра сельсовета (Верхние Бишинды): 4 км,
- ближайшей ж/д станции (Туймазы): 20 км.

## История
Название происходит от названия местности Мулла-Ҡамыш (мулла‘мулла’ и ҡамыш ‘камыш’)